# Giuseppe Tacca
Giuseppe Tacca (Cavaglio de Agogna, Italia, 12 de agosto de 1917 - Villepinte, Francia, 18 de octubre de 1984) fue un ciclista italiano de nacimiento, pero que el 2 de julio de 1948 se nacionalizó francés, con el nombre de Pierre Joseph Tacca.
Fue un ciclista profesional entre 1939 y 1952, consiguiendo 10 victorias. 

## Palmarés
- 1945 
  - 1.º en el Gran Premio del Desembarco Sur
  - 1.º en el Circuito de los vinos de Borgoña
- 1946 
  - 1.º en el Tour de Corrèze
  - 1.º en el Circuito del Maine libre
- 1947 
  - 1.º en el Trofeo Internacional del Suroeste
  - Vencedor de una etapa en el Tour de Francia
- 1948
  - 1.º en la París-Nantes
- 1949 
  - Vencedor de una etapa de la Vuelta a Marruecos
  - 1.º en Saint-Meen-le-Grand
- 1950 
  - 1.º en el Circuito de Morbihan

### Resultados en el Tour de Francia
- 1947. 14.º de la clasificación general y vencedor de una etapa
- 1948. Abandona (14.ª etapa)
- 1949. 20.º de la clasificación general
- 1950. Abandona (9.ª etapa)

Las dos primeras participaciones las hizo bajo la bandera italiana, mientras que las dos últimas fue con la francesa.